# Başakşehir
Başakşehir ist eine Stadtgemeinde (Belediye) im gleichnamigen Ilçe (Landkreis) der Provinz Istanbul in der türkischen Marmararegion und gleichzeitig ein Stadtbezirk der 1984 gebildeten Büyükşehir belediyesi İstanbul (Großstadtgemeinde/Metropolprovinz). Başakşehir liegt auf der europäischen Seite und ist seit der Gebietsreform ab 2013 flächen- und einwohnermäßig identisch mit dem Landkreis.

## Geographie

### Geographische Lage
Başakşehir liegt westlich vom geografischen Zentrum Istanbuls. Im Norden grenzt es an die Kreise/Bezirke Arnavutköy und Eyüp, im Osten an Sultangazi und Esenler, im Süden an Bağcılar, Küçükçekmece und Avcılar, sowie im Westen an Esenyurt.

### Gliederung
Başakşehir gliedert sich in elf Stadtviertel (türkisch Mahalle):
| Mahalle              | Einwohner |
| -------------------- | --------- |
| Altınşehir           | 17.491    |
| Bahçeşehir – 1. Teil | 32.724    |
| Bahçeşehir – 2. Teil | 51.310    |
| Başak                | 71.221    |
| Başakşehir           | 67.049    |
| Güvercintepe         | 68.916    |
| İkitelli Osb         | 75        |
| Kayabaşı             | 99.201    |
| Şahintepe            | 33.302    |
| Şamlar Köyü          | 1.236     |
| Ziya Gökalp          | 27.399    |
| Gesamt (Stand: 2020) | 469.924   |

Ende 2020 lebten durchschnittlich 42.720 Menschen in jedem Mahalle,.

## Bevölkerung

### Einwohnerentwicklung
| Jahr      | 2008    | 2009    | 2010    | 2011    | 2012    | 2013    | 2014    | 2015    | 2016    | 2017    | 2018    | 2019    | 2020    |
| --------- | ------- | ------- | ------- | ------- | ------- | ------- | ------- | ------- | ------- | ------- | ------- | ------- | ------- |
| Einwohner | 207.542 | 226.387 | 248.467 | 284.488 | 316.176 | 333.047 | 342.422 | 353.311 | 369.810 | 396.729 | 427.835 | 460.259 | 469.924 |
| Rang      | 29      | 28      | 26      | 24      | 20      | 20      | 19      | 20      | 20      | 19      | 17      | 13      | 13      |

Der Rang gibt den Platz in der Liste der bevölkerungsreichsten Kreise/Stadtbezirke (39) zum Jahresende 2020 wieder.

## Geschichte
Der historische Name des Stadtbezirks war im Osmanischen Reich Azatlık. Während der Kriege und Schlachten holten die Osmanen das Schießpulver für ihre Geschosse aus diesem Stadtbezirk. Da Azatlık landwirtschaftlich geprägt war und viele Bauernhöfe vorhanden waren, wurde der Stadtbezirk später Resneli Çiftliği („Bauernhof Resneli“) genannt. Der osmanische Militär Ahmed Niyazi Bey, der in der Jungtürkischen Revolution eine wichtige Rolle spielte, besaß in Başakşehir einen Bauernhof, der sich heute noch dort befindet.
Die Grundstücke rund um die Bauernhöfe entwickelten sich in den späteren Jahren zu Häuserblöcken. Die Region wuchs weiterhin und es entstanden immer mehr Viertel. İstanbuls erste Siedlungen liegen in Başakşehir und entstanden in der Yarımburgaz-Höhle im Viertel Altınşehir auf dem Weg nach Kayabaşı. In der Altsteinzeit war die Höhle die Unterkunft der Ureinwohner. In der Höhle befinden sich auch Ruinen einer Kirche der byzantinischen Periode.
Başakşehir entwickelte sich seit der Gründung der Türkei rasant. 2007 wurde der Hauptsitz von Mercedes-Benz Türk hierher verlegt.
Durch das Gesetz Nr. 5747 erhielten das Zentrum von Istanbul einen neuen Zuschnitt durch die Bildung von acht neuen Kreisen. Dazu zählte auch der Kreis Başakşehir, der  nur aus einer Stadt bestand, die wie folgt gebildet wurde:
- 6 von 27 Mahalle sowie der nördliche Teil des Mahalle Mehmet Akif der Kreisstadt Küçükçekmece
- dem Mahalle Başakşehir der Kreisstadt Esenler
- Teile der beiden (einzigen) Mahalle der Belediye Bahçeşehir (Kreis Büyükçekmece) sowie
- dem einzigen Dorf, Şamlar aus dem Kreis Küçükçekmece

## Sport
Das größte Stadion der Türkei, das Atatürk-Olympiastadion, befindet sich in Başakşehir. Das Stadion hat eine Kapazität von 76.092 Sitzplätzen. Auf einer Fläche von 7250 m² wurde das Stadion für über 100 Millionen Euro im Jahre 2002 anlässlich der Bewerbung um die Olympischen Sommerspiele 2008 errichtet. Zum Stadion führt seit dem 14. Juni 2013 die Metrolinie M 3. Zuvor ließ sich das weit außerhalb der Stadt liegende Stadion mit öffentlichen Verkehrsmitteln nur durch eingesetzte Shuttlebusse ab dem Taksim-Platz erreichen.
Der Bezirk beheimatet außerdem den Fußball-Erstligisten Istanbul Başakşehir FK, dessen Stadion im Stadtteil Başak steht. Der Verein wurde in der Saison 2019/20 erstmals türkischer Fußballmeister.